# 2025年のバドミントン日本代表
2025年のバドミントン日本代表は、日本バドミントン協会によって選出された令和7年（2025年）の国際大会に派遣されるナショナルチーム。2025年1月21日に発表された。

## 2025年日本代表選手及びコーチ

### 日本代表選手
| - 男子選手 - 渡邉航貴（BIPROGY） - 奈良岡功大（NTT東日本） - 田中湧士（NTT東日本） - 西本拳太（ジェイテクト） - 高橋洸士（トナミ運輸） - 小川翔悟（ジェイテクト） - 武井凜生（NTT東日本） - 沖本優大（BIPROGY） - 保木卓朗（トナミ運輸） - 小林優吾（トナミ運輸） - 岡村洋輝（BIPROGY） - 三橋健也（BIPROGY） - 山下恭平（NTT東日本） - 緑川大輝（NTT東日本） - 霜上雄一（日立情報通信エンジニアリング） - 野村拓海（日立情報通信エンジニアリング） - 熊谷翔（BIPROGY） - 西大輝（龍谷大学） - 相澤桃李（ジェイテクト） - 佐野大輔（ジェイテクト） - 吉田翼（日本体育大学） - 澤田修志（埼玉栄高校） | - 女子選手 - 山口茜（再春館製薬所） - 宮崎友花（柳井商工高校） - 奥原希望（東京都バドミントン協会） - 仁平菜月（ヨネックス） - 杉山薫（BIPROGY） - 明地陽菜（再春館製薬所） - 髙橋明日香（ヨネックス） - 郡司莉子（再春館製薬所） - 志田千陽（再春館製薬所） - 松山奈未（再春館製薬所） - 中西貴映（BIPROGY） - 岩永鈴（BIPROGY） - 福島由紀（岐阜Bluvic） - 松本麻佑（ほねごり） - 五十嵐有紗（BIPROGY） - 櫻本絢子（ヨネックス） - 大竹望月（BIPROGY） - 髙橋美優（BIPROGY） - 齋藤夏（ACT SAIKYO） - 佐藤灯（ACT SAIKYO） - 保原彩夏（ヨネックス） - 関野里真（日本体育大学） - 玉木亜弥（四天王寺高校） - 大堀均 - 佐々木翔 - 坂井一将 - 井田貴子 - 佐藤翔治 - リー・ワンワー - 遠藤大由 - 中島慶 - 藤井瑞希 - 今井紀夫 |